# Keuruu

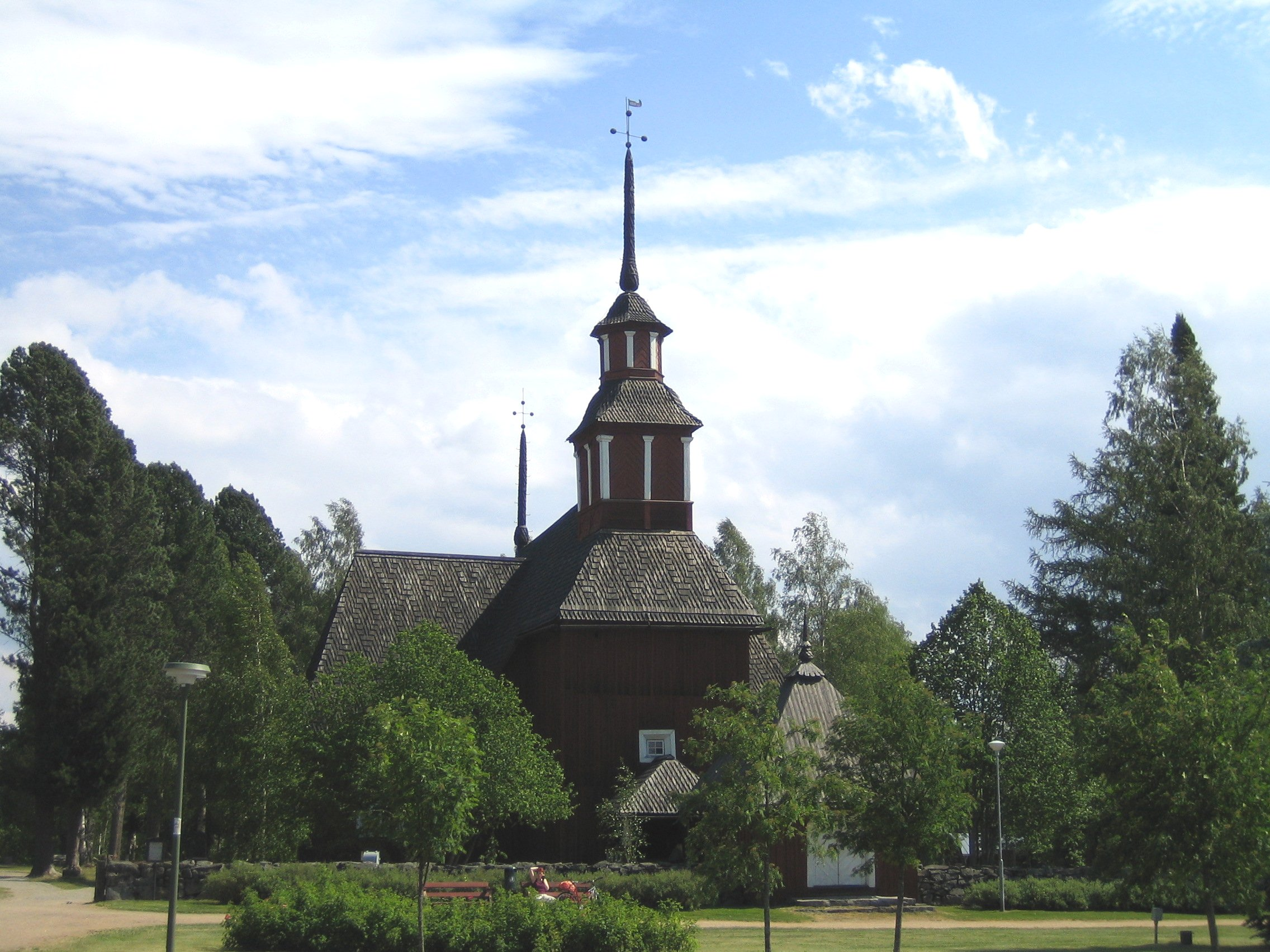
Nhà thờ cũ của Keuruu.

Keuruu (tiếng Thụy Điển: Keuru) là một đô thị và town của Phần Lan.
Vị trí ở tỉnh Tây Phần Lan trong vùng Trung Phần Lan. Đô thị này có dân số 11.262 thời điểm ngày 1/1/2005) và diện tích 1.430,79 km² trong đó có 170,17 km² là diện tích mặt nước. Mật độ dân số là 8 người trên mỗi km².
Dân đô thị này chỉ sử dụng tiếng Phần Lan